# MARIO (声優)
MARIO（まりお）は、日本の女性声優。以前はアトリエピーチに所属していた。

## 出演
太字はメインキャラクター。

### テレビアニメ
- この青空に約束を―〜ようこそつぐみ寮へ〜（2007年、桐島沙衣里[1]）
- 真・恋姫†無双〜乙女大乱〜（2010年、黄蓋）

### OVA
- 真・恋姫†無双〜乙女大乱〜 †あわわっDVD/Blu-ray第七巻はOVAすぺしゃるです〜†（2011年、黄蓋）

### ゲーム
- 有限会社地球防衛隊（1999年、垣崎葵）
- POWER DoLLS 4（2000年、マチルダ・メッテルニヒ、ホリィ・タカス、セルジュ・ルジチカ）
- Missing Blue（2001年、堀田先生）
- ギャルズパニックS3（2002年、NO-004 ムサシ、NO-005 ヨミ）
- ぴゅあぴゅあ（2004年、結城美和[2]）- 18禁
  - ぴゅあぴゅあ 耳としっぽのものがたり（2005年、結城美和）
- この青空に約束を― -melody of the sun and sea-（2007年、桐島沙衣里）
- 十二人の女教師 RE-INNOVATION 陰 / 散（2007年、中山真里）- 2作品、18禁

### ボイスCD
- 鬼畜CD S（2007年）
- 鬼畜CD M

## 音楽CD
| 発売日        | 商品名                                      | 歌                  | 楽曲                   | 備考                                                          |
| ------------- | ------------------------------------------- | ------------------- | ---------------------- | ------------------------------------------------------------- |
|               |                                             | MARIO               | 「愛と勇気と」         | PCゲーム『AVARON』オープニングテーマ                          |
|               |                                             | MARIO               | 「願いながら…」        | PCゲーム『紅蓮天衝—修羅—』エンディングテーマ                  |
| 2008年1月25日 | この青空に約束を― The BEST vocal collection | 桐島沙衣里（MARIO） | 「眠りの森の課外授業」 | テレビアニメ『この青空に約束を―〜ようこそつぐみ寮へ〜』関連曲 |